# Rough House Rosie
Pour plus de détails, voir Fiche technique et Distribution.
Rough House Rosie est un film américain réalisé par Frank R. Strayer, sorti en 1927.

## Synopsis
Bien que sans le sou, Rosie O'Reilly jure de s'élever socialement, mais les choses ne se passent pas comme prévu.

## Fiche technique
- Titre français : Rough House Rosie
- Réalisation : Frank R. Strayer
- Scénario : Ethel Doherty (en), Louise Long (en), Max Marcin et George Marion Jr. d'après la nouvelle de Nunnally Johnson
- Photographie : James Murray et Harold Rosson
- Société de production : Paramount Pictures
- Pays d'origine : États-Unis
- Format : Noir et blanc - 1,33:1
- Genre : comédie romantique
- Date de sortie : 1927

## Distribution
- Clara Bow : Rosie O'Reilly
- Reed Howes : Joe Hennessey
- Arthur Housman : Kid Farrell
- Doris Hill : Ruth
- Douglas Gilmore : Arthur Russell
- John Miljan : Lew McKay
- Henry Kolker : W.S. Davids